# 10239 Hermann
A 10239 Hermann (ideiglenes jelöléssel 1998 TY30) a Naprendszer kisbolygóövében található aszteroida. A LONEOS program keretében fedezték fel 1998. október 10-én.